# Estorf (Stade)
Estorf é um município da Alemanha localizado no distrito de Stade, estado da Baixa Saxônia.
Pertence ao Samtgemeinde de Oldendorf.